# Partido de Liga de Campeones de la UEFA entre F. C. Barcelona y París Saint-Germain (vuelta de octavos de 2017)
El partido de fútbol correspondiente a la vuelta de los octavos de final de la Liga de Campeones de la UEFA 2016-17, fue celebrado el 8 de marzo de 2017 en el Camp Nou de Barcelona, entre los equipos Fútbol Club Barcelona y el París Saint-Germain.
El encuentro significó la mayor remontada en la historia de la Liga de Campeones de la UEFA. El F. C. Barcelona dio vuelta al marcador global, por 6-5, que perdía por  cuatro goles de diferencia en contra desde el choque de ida en París. El resultado final del partido de vuelta concluyó con un resultado de 6-1 a favor de los locales y le dio la clasificación del equipo español a los cuartos de final de la competición.

## Antecedentes
Antes del partido, ambos equipos se habían enfrentado 9 veces en Liga de Campeones, con tres victorias para los blaugranas, tres para los parisinos y tres empates. La mayoría de los duelos se habían presentado en fase de eliminación.
La primera ocasión en que los dos clubes se enfrentaron fue en la Liga de Campeones 1994-95, en la ronda de cuartos de final, la serie fue ganada tres por dos por el conjunto francés.
En la Liga de Campeones 2012-13 el cuadro catalán venció en la eliminatoria empatando 3-3 el marcador global, avanzando a semifinales por el criterio del gol de visitante.
En la Liga de Campeones 2014-15 ambos conjuntos quedaron encuadrados en el grupo F, en el partido de ida los parisinos vencieron 3-2, y en la vuelta los blaugranas se impusieron 3-1 ganando el grupo. Nuevamente se cruzaron esa misma temporada en los cuartos de final, en aquella ocasión una victoria de 3-1 en París y un triunfo de 2-0 como local le bastaron al Barcelona para imponerse y avanzar a la semifinal. El cuadro de Luis Enrique terminó como campeón de Europa esa temporada venciendo 3-1 a la Juventus F.C. 
El último choque fue un reencuentro entre ambos equipos en fases de eliminación, el 14 de febrero de 2017 en el partido de ida de los octavos de final celebrado en el Parque de los Príncipes, Paris Saint-Germain venció de forma categórica por 4-0 al cuadro culé con anotaciones de Ángel Di María, Edinson Cavani y Julian Draxler, logrando aventajar la eliminatoria por 4-0.
| Fecha                                                                  | Fase                      | Estadio                        | Local               | Resultado | Visitante           |
| ---------------------------------------------------------------------- | ------------------------- | ------------------------------ | ------------------- | --------- | ------------------- |
| 1 de marzo de 1995                                                     | Cuartos de final - Ida    | Camp Nou, Barcelona            | Barcelona           | 1 – 1     | París Saint-Germain |
| 15 de marzo de 1995                                                    | Cuartos de final - Vuelta | Parque de los Príncipes, París | París Saint-Germain | 2 – 1     | Barcelona           |
| París Saint-Germain se clasificó a la semifinal con un global de 3–2.  |                           |                                |                     |           |                     |
| 2 de abril de 2013                                                     | Cuartos de final - Ida    | Parque de los Príncipes, París | París Saint-Germain | 2 – 2     | Barcelona           |
| 10 de abril de 2013                                                    | Cuartos de final - Vuelta | Camp Nou, Barcelona            | Barcelona           | 1 – 1     | París Saint-Germain |
| Barcelona se clasificó a la semifinal gracias al gol de visitante 3–3. |                           |                                |                     |           |                     |
| 30 de septiembre de 2014                                               | Grupo F - Fecha 1         | Parque de los Príncipes, París | París Saint-Germain | 3 – 2     | Barcelona           |
| 10 de diciembre de 2014                                                | Grupo F - Fecha 6         | Camp Nou, Barcelona            | Barcelona           | 3 – 1     | París Saint-Germain |
| Barcelona se clasificó como líder de grupo a la fase final.            |                           |                                |                     |           |                     |
| 15 de abril de 2015                                                    | Cuartos de final - Ida    | Parque de los Príncipes, París | París Saint-Germain | 1 – 3     | Barcelona           |
| 21 de abril de 2015                                                    | Cuartos de final - Vuelta | Camp Nou, Barcelona            | Barcelona           | 2 – 0     | París Saint-Germain |
| Barcelona se clasificó a la semifinal con un global de 5–1.            |                           |                                |                     |           |                     |
| 14 de febrero de 2017                                                  | Octavos de final - Ida    | Parque de los Príncipes, París | París Saint-Germain | 4 – 0     | Barcelona           |

### Resumen
| Jugados | Ganó Barcelona | Empate | Ganó París | Goles Barcelona | Goles París |
| ------- | -------------- | ------ | ---------- | --------------- | ----------- |
| 9       | 3              | 3      | 3          | 16              | 15          |

## Camino
| F.C. Barcelona           | F.C. Barcelona | F.C. Barcelona | Ronda          | París Saint-Germain | París Saint-Germain | París Saint-Germain |
| ------------------------ | -------------- | -------------- | -------------- | ------------------- | ------------------- | ------------------- |
| Rival                    | Resultado      | Resultado      | Fase de grupos | Rival               | Resultado           | Resultado           |
| Celtic                   |                | 7 – 0          | Partido 1      | Arsenal             |                     | 1 – 1               |
| Borussia Mönchengladbach |                | 1 – 2          | Partido 2      | Ludogorets          |                     | 1 – 3               |
| Manchester City          |                | 4 – 0          | Partido 3      | Basel               |                     | 3 – 0               |
| Manchester City          |                | 3 – 1          | Partido 4      | Basel               |                     | 1 – 2               |
| Celtic                   |                | 0 – 2          | Partido 5      | Arsenal             |                     | 2 – 2               |
| Borussia Mönchengladbach |                | 4 – 0          | Partido 6      | Ludogorets          |                     | 2 – 2               |

## Desarrollo
Después del resultado (4-0) del partido de ida, el equipo catalán necesitaba ganar por 5-0 para clasificar a cuartos de final, u obtener un triunfo de 4-0 para forzar la prórroga, con la condición de no recibir gol.
El árbitro designado para el encuentro de vuelta fue el alemán Deniz Aytekin, el partido dio cita el 8 de marzo de 2017 en el Camp Nou de Barcelona a las 20:45. El entrenador barcelonista, Luis Enrique realizó un planteamiento netamente ofensivo para darle vuelta al marcador con un 3-4-3. En contraste, el estratega Unai Emery, se propuso a mantener la ventaja utilizando un esquema excesivamente defensivo (4-5-1).
Al comenzar el partido, el equipo español arrancó metiendo presión al París en busca de un gol tempranero, que cayó apenas al minuto tres por conducto de Luis Suárez, por remate de cabeza. En los siguientes minutos el Barcelona continuó con la presión que solo provocó disparos de larga distancia tanto de Messi, Suárez y Neymar. Ya en el minuto 40 el descuento en el marcador global (2-4) se dio después de que el defensa Layvin Kurzawa marcase en propia puerta. La primera mitad finalizó con una victoria parcial de 2-0 para los locales.
La segunda mitad continuó de la misma manera para ambos equipos, apenas cinco minutos del inicio, el árbitro marcó penal a favor del Barcelona tras un derribo en el área sobre Neymar, la pena máxima fue acertada por Messi al minuto 50 y el partido estaba 3-0. Después del tercer gol en contra, el técnico Unai Emery, viendo muy cerca la posibilidad de perder la ventaja, ingresó de cambio a Ángel Di María y ajustó el planteamiento, que fructificó con llegadas de peligro y por consecuencia la anotación del gol al minuto 62 por parte de Edinson Cavani, el resultado global estaba 5-3 a su favor, lo que obligaba al Barcelona a forzosamente ganar la eliminatoria anotando tres goles, sin recibir otro tanto. En los minutos siguientes el cuadro visitante dejó escapar dos oportunidades claras por parte de Cavani y Di María para marcar el segundo tanto.
El equipo francés logró sostener la ventaja de 5-3 hasta que se marcó tiro libre a favor del Barcelona, Neymar marcó su tiro al 88 y descontó por 5-4, requiriendo solo dos goles. Dos minutos después, al cumplir el tiempo reglamentario se señaló un penal sobre Luis Suárez, que fue convertido por el protagonista de la noche, Neymar. El marcador global se empató 5-5, pero el gol de visita le daba el pase al París.
El colegiado añadió cinco minutos más, en el final del encuentro, se señaló un tiro libre luego de una falta hacia el guardameta alemán Ter Stegen (quien había salido de su meta a buscar el gol), el tiro fue fallido, pero después Neymar asistió al recién ingresado Sergi Roberto para marcar el 6-1 y (6-5 en el global) definitivo. 
El Barcelona consiguió por primera vez en la historia de las competiciones europeas remontar un resultado global de 4-0 adverso para imponerse 6-5.

## Ficha del partido
| Octavos de final - Vuelta; 8 de marzo de 2017, 20:45 HEC | Barcelona                                                                           | 6:1 (2:0) | París Saint-Germain | Camp Nou, Barcelona                                       |                                                           |
|                                                          | Suárez 3' · Kurzawa 40' (a.g.) · Messi 50' · Neymar 89' 90+1' · Sergi Roberto 90+5' | Reporte   | 62' Cavani          | Asistencia: 96 290 espectadores Árbitro(s): Deniz Aytekin | Asistencia: 96 290 espectadores Árbitro(s): Deniz Aytekin |

| 1     | POR   | Marc-André ter Stegen |     |
| 23    | DEF   | Samuel Umtiti         |     |
| 3     | DEF   | Gerard Piqué          |     |
| 14    | DEF   | Javier Mascherano     |     |
| 8     | MED   | Andrés Iniesta        | 65' |
| 5     | MED   | Sergio Busquets       | 84' |
| 4     | MED   | Ivan Rakitić          |     |
| 10    | MED   | Lionel Messi          |     |
| 11    | DEL   | Neymar                |     |
| 12    | DEL   | Rafinha               | 76' |
| 9     | DEL   | Luis Suárez           |     |
| D. T. | D. T. | Luis Enrique          |     |

| 1     | POR   | Kevin Trapp    |       |
| 12    | DEF   | Thomas Meunier |       |
| 2     | DEF   | Thiago Silva   |       |
| 5     | DEF   | Marquinhos     | 90+3' |
| 20    | DEF   | Layvin Kurzawa |       |
| 25    | MED   | Adrien Rabiot  |       |
| 14    | MED   | Blaise Matuidi |       |
| 7     | MED   | Lucas Moura    | 55'   |
| 6     | MED   | Marco Verratti |       |
| 23    | MED   | Julian Draxler | 75'   |
| 9     | DEL   | Edinson Cavani |       |
| D. T. | D. T. | Unai Emery     |       |

| 7  | MED | Arda Turan    | 65' |
| 20 | MED | Sergi Roberto | 76' |
| 21 | MED | André Gomes   | 84' |

| 11 | MED | Ángel Di María      | 55'   |
| 19 | DEF | Serge Aurier        | 75'   |
| 4  | MED | Grzegorz Krychowiak | 90+3' |

| 3' · 40' (a.g.) · 50' · 88' · 90+1' · 90+5' | Luis Suárez Layvin Kurzawa Lionel Messi Neymar Sergi Roberto | 1:0 (1:4) 2:0 (2:4) 3:0 (3:4) 4:1 (4:5) 5:1 (5:5) 6:1 (6:5) |

| 62' | Edinson Cavani | 3:1 (3:5) |

| 23' · 36' · 61' · 64' · 67' | Gerard Piqué Sergio Busquets Ivan Rakitić Neymar Luis Suárez |

| 5' · 14' · 42' · 90' · 90+4' | Blaise Mautidi Julian Draxler Edinson Cavani Marquinhos Marco Verratti |

| Principal  | Deniz Aytekin |
| Asistentes | Guido Kleve   |
|            | Markus Häcker |
| Cuarto     | Mike Pickel   |

| Áreas | Daniel Siebert |
|       | Benjamin Brand |

|                    |     |     |
| Tiros              | 17  | 7   |
| Tiros a puerta     | 7   | 3   |
| Faltas             | 16  | 25  |
| Saques de esquina  | 6   | 4   |
| Penaltis           | 2   | 0   |
| Fueras de juego    | 3   | 5   |
| Posesión del balón | 65% | 35% |

| Alineación inicial |

| 1     | POR   | Marc-André ter Stegen |     |
| 23    | DEF   | Samuel Umtiti         |     |
| 3     | DEF   | Gerard Piqué          |     |
| 14    | DEF   | Javier Mascherano     |     |
| 8     | MED   | Andrés Iniesta        | 65' |
| 5     | MED   | Sergio Busquets       | 84' |
| 4     | MED   | Ivan Rakitić          |     |
| 10    | MED   | Lionel Messi          |     |
| 11    | DEL   | Neymar                |     |
| 12    | DEL   | Rafinha               | 76' |
| 9     | DEL   | Luis Suárez           |     |
| D. T. | D. T. | Luis Enrique          |     |

| 1     | POR   | Kevin Trapp    |       |
| 12    | DEF   | Thomas Meunier |       |
| 2     | DEF   | Thiago Silva   |       |
| 5     | DEF   | Marquinhos     | 90+3' |
| 20    | DEF   | Layvin Kurzawa |       |
| 25    | MED   | Adrien Rabiot  |       |
| 14    | MED   | Blaise Matuidi |       |
| 7     | MED   | Lucas Moura    | 55'   |
| 6     | MED   | Marco Verratti |       |
| 23    | MED   | Julian Draxler | 75'   |
| 9     | DEL   | Edinson Cavani |       |
| D. T. | D. T. | Unai Emery     |       |

| 7  | MED | Arda Turan    | 65' |
| 20 | MED | Sergi Roberto | 76' |
| 21 | MED | André Gomes   | 84' |

| 11 | MED | Ángel Di María      | 55'   |
| 19 | DEF | Serge Aurier        | 75'   |
| 4  | MED | Grzegorz Krychowiak | 90+3' |

| 3' · 40' (a.g.) · 50' · 88' · 90+1' · 90+5' | Luis Suárez Layvin Kurzawa Lionel Messi Neymar Sergi Roberto | 1:0 (1:4) 2:0 (2:4) 3:0 (3:4) 4:1 (4:5) 5:1 (5:5) 6:1 (6:5) |

| 62' | Edinson Cavani | 3:1 (3:5) |

| 23' · 36' · 61' · 64' · 67' | Gerard Piqué Sergio Busquets Ivan Rakitić Neymar Luis Suárez |

| 5' · 14' · 42' · 90' · 90+4' | Blaise Mautidi Julian Draxler Edinson Cavani Marquinhos Marco Verratti |

| Principal  | Deniz Aytekin |
| Asistentes | Guido Kleve   |
|            | Markus Häcker |
| Cuarto     | Mike Pickel   |

| Áreas | Daniel Siebert |
|       | Benjamin Brand |

|                    |     |     |
| Tiros              | 17  | 7   |
| Tiros a puerta     | 7   | 3   |
| Faltas             | 16  | 25  |
| Saques de esquina  | 6   | 4   |
| Penaltis           | 2   | 0   |
| Fueras de juego    | 3   | 5   |
| Posesión del balón | 65% | 35% |

| Alineación inicial |

| 1     | POR   | Marc-André ter Stegen |     |
| 23    | DEF   | Samuel Umtiti         |     |
| 3     | DEF   | Gerard Piqué          |     |
| 14    | DEF   | Javier Mascherano     |     |
| 8     | MED   | Andrés Iniesta        | 65' |
| 5     | MED   | Sergio Busquets       | 84' |
| 4     | MED   | Ivan Rakitić          |     |
| 10    | MED   | Lionel Messi          |     |
| 11    | DEL   | Neymar                |     |
| 12    | DEL   | Rafinha               | 76' |
| 9     | DEL   | Luis Suárez           |     |
| D. T. | D. T. | Luis Enrique          |     |

| 1     | POR   | Kevin Trapp    |       |
| 12    | DEF   | Thomas Meunier |       |
| 2     | DEF   | Thiago Silva   |       |
| 5     | DEF   | Marquinhos     | 90+3' |
| 20    | DEF   | Layvin Kurzawa |       |
| 25    | MED   | Adrien Rabiot  |       |
| 14    | MED   | Blaise Matuidi |       |
| 7     | MED   | Lucas Moura    | 55'   |
| 6     | MED   | Marco Verratti |       |
| 23    | MED   | Julian Draxler | 75'   |
| 9     | DEL   | Edinson Cavani |       |
| D. T. | D. T. | Unai Emery     |       |

| 7  | MED | Arda Turan    | 65' |
| 20 | MED | Sergi Roberto | 76' |
| 21 | MED | André Gomes   | 84' |

| 11 | MED | Ángel Di María      | 55'   |
| 19 | DEF | Serge Aurier        | 75'   |
| 4  | MED | Grzegorz Krychowiak | 90+3' |

| 3' · 40' (a.g.) · 50' · 88' · 90+1' · 90+5' | Luis Suárez Layvin Kurzawa Lionel Messi Neymar Sergi Roberto | 1:0 (1:4) 2:0 (2:4) 3:0 (3:4) 4:1 (4:5) 5:1 (5:5) 6:1 (6:5) |

| 62' | Edinson Cavani | 3:1 (3:5) |

| 23' · 36' · 61' · 64' · 67' | Gerard Piqué Sergio Busquets Ivan Rakitić Neymar Luis Suárez |

| 5' · 14' · 42' · 90' · 90+4' | Blaise Mautidi Julian Draxler Edinson Cavani Marquinhos Marco Verratti |

| Principal  | Deniz Aytekin |
| Asistentes | Guido Kleve   |
|            | Markus Häcker |
| Cuarto     | Mike Pickel   |

| Áreas | Daniel Siebert |
|       | Benjamin Brand |

|                    |     |     |
| Tiros              | 17  | 7   |
| Tiros a puerta     | 7   | 3   |
| Faltas             | 16  | 25  |
| Saques de esquina  | 6   | 4   |
| Penaltis           | 2   | 0   |
| Fueras de juego    | 3   | 5   |
| Posesión del balón | 65% | 35% |

| Alineación inicial |

| 1     | POR   | Marc-André ter Stegen |     |
| 23    | DEF   | Samuel Umtiti         |     |
| 3     | DEF   | Gerard Piqué          |     |
| 14    | DEF   | Javier Mascherano     |     |
| 8     | MED   | Andrés Iniesta        | 65' |
| 5     | MED   | Sergio Busquets       | 84' |
| 4     | MED   | Ivan Rakitić          |     |
| 10    | MED   | Lionel Messi          |     |
| 11    | DEL   | Neymar                |     |
| 12    | DEL   | Rafinha               | 76' |
| 9     | DEL   | Luis Suárez           |     |
| D. T. | D. T. | Luis Enrique          |     |

| 1     | POR   | Kevin Trapp    |       |
| 12    | DEF   | Thomas Meunier |       |
| 2     | DEF   | Thiago Silva   |       |
| 5     | DEF   | Marquinhos     | 90+3' |
| 20    | DEF   | Layvin Kurzawa |       |
| 25    | MED   | Adrien Rabiot  |       |
| 14    | MED   | Blaise Matuidi |       |
| 7     | MED   | Lucas Moura    | 55'   |
| 6     | MED   | Marco Verratti |       |
| 23    | MED   | Julian Draxler | 75'   |
| 9     | DEL   | Edinson Cavani |       |
| D. T. | D. T. | Unai Emery     |       |

| 7  | MED | Arda Turan    | 65' |
| 20 | MED | Sergi Roberto | 76' |
| 21 | MED | André Gomes   | 84' |

| 11 | MED | Ángel Di María      | 55'   |
| 19 | DEF | Serge Aurier        | 75'   |
| 4  | MED | Grzegorz Krychowiak | 90+3' |

| 3' · 40' (a.g.) · 50' · 88' · 90+1' · 90+5' | Luis Suárez Layvin Kurzawa Lionel Messi Neymar Sergi Roberto | 1:0 (1:4) 2:0 (2:4) 3:0 (3:4) 4:1 (4:5) 5:1 (5:5) 6:1 (6:5) |

| 62' | Edinson Cavani | 3:1 (3:5) |

| 23' · 36' · 61' · 64' · 67' | Gerard Piqué Sergio Busquets Ivan Rakitić Neymar Luis Suárez |

| 5' · 14' · 42' · 90' · 90+4' | Blaise Mautidi Julian Draxler Edinson Cavani Marquinhos Marco Verratti |

| Principal  | Deniz Aytekin |
| Asistentes | Guido Kleve   |
|            | Markus Häcker |
| Cuarto     | Mike Pickel   |

| Áreas | Daniel Siebert |
|       | Benjamin Brand |

|                    |     |     |
| Tiros              | 17  | 7   |
| Tiros a puerta     | 7   | 3   |
| Faltas             | 16  | 25  |
| Saques de esquina  | 6   | 4   |
| Penaltis           | 2   | 0   |
| Fueras de juego    | 3   | 5   |
| Posesión del balón | 65% | 35% |

| Alineación inicial |

## Repercusión
Los sismógrafos del Instituto de Ciencias de la Tierra Jaume Almera (ICTJA-CSIC), situado a unos 500 metros del Camp Nou, detectaron varios terremotos que coincidían con los goles del partido. El gol del 6-1 de Sergi Roberto, con el que se consiguió la histórica remontada, hizo que los 96.000 espectadores que se encontraban en el Camp Nou, saltaran al unísono causando un terremoto de magnitud aproximada de 1 en la escala Richter.
A raíz del encuentro la palabra 'remontada' se popularizó internacionalmente a partir de 2017. Desde entonces, la palabra en español remontada se ha exportado a otros idiomas como el francés o el inglés para designar un ascenso o cambio significativo, llegando a ser utilizada incluso fuera del ámbito deportivo, como por ejemplo en política. En 2021, la palabra fue incluida por primera vez un diccionario francés de la mano de Larousse.
En octubre de 2022, Edinson Cavani, uno de los titulares del PSG durante el partido, declaró al periódico digital deportivo español Relevo que la derrota le afectó tanto que tuvo que ir a terapia psicológica.